# Grup consonantic
În lingvistică, un grup consonantic (engleză consonant cluster) este un grup de consoane alăturate, între care nu există vocale.